# Robert Alda
Pour les articles homonymes, voir Alda.
Robert Alda, né à New York le 26 février 1914, et mort à Los Angeles le 3 mai 1986, est un acteur américain d'origine italienne.

## Biographie
Robert Alda est né à New York, fils de Frances (née Tumillo), et d'Antonio D'Abruzzo, barbier de son métier, originaire de la province de Bénévent en Italie.
Il étudie au Stuyvesant High School et devient ensuite chanteur et danseur dans des Vaudevilles. 
Il est le père de l'acteur Alan Alda, qu'il a de sa première épouse, Joan Browne.

## Filmographie partielle
- 1945 : Rhapsodie en bleu (Rhapsody in Blue) d'Irving Rapper : George Gershwin
- 1946 : Cape et Poignard (Cloak and Dagger) de Fritz Lang : Pinkie
- 1946 : Cinderella Jones de Busby Berkeley : Tommy Coles
- 1946 : La Bête aux cinq doigts (The Beast with Five Fingers) de Robert Florey : Bruce Conrad
- 1947 : L'Homme que j'aime (The Man I Love) de Raoul Walsh
- 1950 : Tarzan et la Belle Esclave de Lee Sholem
- 1955 : La Belle des belles (La donna più bella del mondo), de Robert Z. Leonard
- 1959 : Mirage de la vie (Imitation of life) de Douglas Sirk : Allen Loomis
- 1962 : The Devil's Hand de William J. Hole Jr. : Rick Turner
- 1973 : Le Serpent de Henri Verneuil : L'enquêteur
- 1974 : La Maison de l'exorcisme (La casa dell'esorcismo) de Mario Bava et Alfredo Leone
- 1976 : Won Ton Ton, le chien qui sauva Hollywood (Won Ton Ton, the Dog Who Saved Hollywood) de Michael Winner : Richard Entwhistle
- 1976 : C'est toujours oui quand elles disent non (I Will, I Will... for Now) de Norman Panama
- 1976 : Allô... Madame (Natale in casa d'appuntamento) de Armando Nannuzzi
- 1980 : Shérif, fais-moi peur (série TV) : "La fugue" (Saison 2 - Episode 14) : C. J. Holmes

## Théâtre
- 1950 : Blanches colombes et vilains messieurs (Guys and Dolls), comédie musicale créée à Broadway